# كيم باتيست
كيم باتيست (بالإنجليزية: Kim Batiste)‏ هو لاعب كرة قاعدة أمريكي، ولد في 15 مارس 1968 في نيو أورلينز في الولايات المتحدة.

## وصلات خارجية
- كيم باتيست على موقع دوري كرة القاعدة الرئيسي (الإنجليزية)
- كيم باتيست على موقعبيزبول رفرنس.كوم (الدوري الرئيسي) (الإنجليزية)
- كيم باتيست على موقعبيزبول رفرنس.كوم (الدوري الثانوي) (الإنجليزية)
- كيم باتيست على موقع إي إس بي إن.كوم (أم.أل.بي) (الإنجليزية)
- كيم باتيست على موقع مشجعي الرسوم البيانية (الإنجليزية)